# Enicmus planipennis
Enicmus planipennis is een keversoort uit de familie schimmelkevers (Latridiidae). De wetenschappelijke naam van de soort werd in 1940 gepubliceerd door Embrik Strand.